# Ryō Hatsuse
Ryō Hatsuse (jap. 初瀬亮 Hatsuse Ryō; ur. 10 lipca 1997 w Kishiwadzie, w prefekturze Osaka) – japoński piłkarz występujący na pozycji lewego obrońcy w angielskim klubie Sheffield Wednesday.

## Kariera piłkarska
Od 2016 roku występował w Gamba Osaka.